# Стилпень (комуна)
Стилпень, Стилпені (рум. Stâlpeni) — комуна у повіті Арджеш в Румунії. До складу комуни входять такі села (дані про населення за 2002 рік):
- Дялу-Фрумос (52 особи)
- Лівезень (1403 особи)
- Огрезя (461 особа)
- Опрешть (432 особи)
- Піцигая (49 осіб)
- Редешть (1270 осіб)
- Стилпень (1480 осіб)

Комуна розташована на відстані 111 км на північний захід від Бухареста, 23 км на північ від Пітешть, 122 км на північний схід від Крайови, 83 км на південний захід від Брашова.

## Населення
За даними перепису населення 2002 року у комуні проживали 5147 осіб.
Національний склад населення комуни:
| Національність | Кількість осіб | Відсоток |
| -------------- | -------------- | -------- |
| румуни         | 5109           | 99,3%    |
| цигани         | 35             | 0,7%     |
| угорці         | 2              | < 0,1%   |
| німці          | 1              | < 0,1%   |

Рідною мовою назвали:
| Мова      | Кількість осіб | Відсоток |
| --------- | -------------- | -------- |
| румунська | 5144           | 99,9%    |
| угорська  | 2              | < 0,1%   |
| циганська | 1              | < 0,1%   |

Склад населення комуни за віросповіданням:
| Релігія        | Кількість осіб | Відсоток |
| -------------- | -------------- | -------- |
| православні    | 4990           | 96,9%    |
| адвентисти     | 117            | 2,3%     |
| бретрени       | 21             | 0,4%     |
| баптисти       | 7              | 0,1%     |
| п'ятдесятники  | 3              | 0,1%     |
| римо-католики  | 2              | < 0,1%   |
| реформати      | 1              | < 0,1%   |
| греко-католики | 1              | < 0,1%   |
| лютерани       | 1              | < 0,1%   |